# Tzimol (kommun)
Tzimol är en kommun i Mexiko.   Den ligger i delstaten Chiapas, i den sydöstra delen av landet, 800 km sydost om huvudstaden Mexico City. Antalet invånare är 14 009. Arean är 32 kvadratkilometer.
Terrängen i Tzimol är platt åt sydväst, men åt nordost är den kuperad.
Följande samhällen finns i Tzimol:
- Tzimol
- San Vicente la Mesilla
- Francisco Villa
- Nueva Libertad
- Guadalupe Victoria
- Reforma Agraria Dos
- Santiago la Mesilla
- Linda Flor
- Paso Hondo
- Leningrado
- Tierra y Libertad
- San Cristobalito